# Sphagnum rubellum
Sphagnum rubellum là một loài rêu trong họ Sphagnaceae. Loài này được Wilson mô tả khoa học đầu tiên năm 1855.

## Hình ảnh

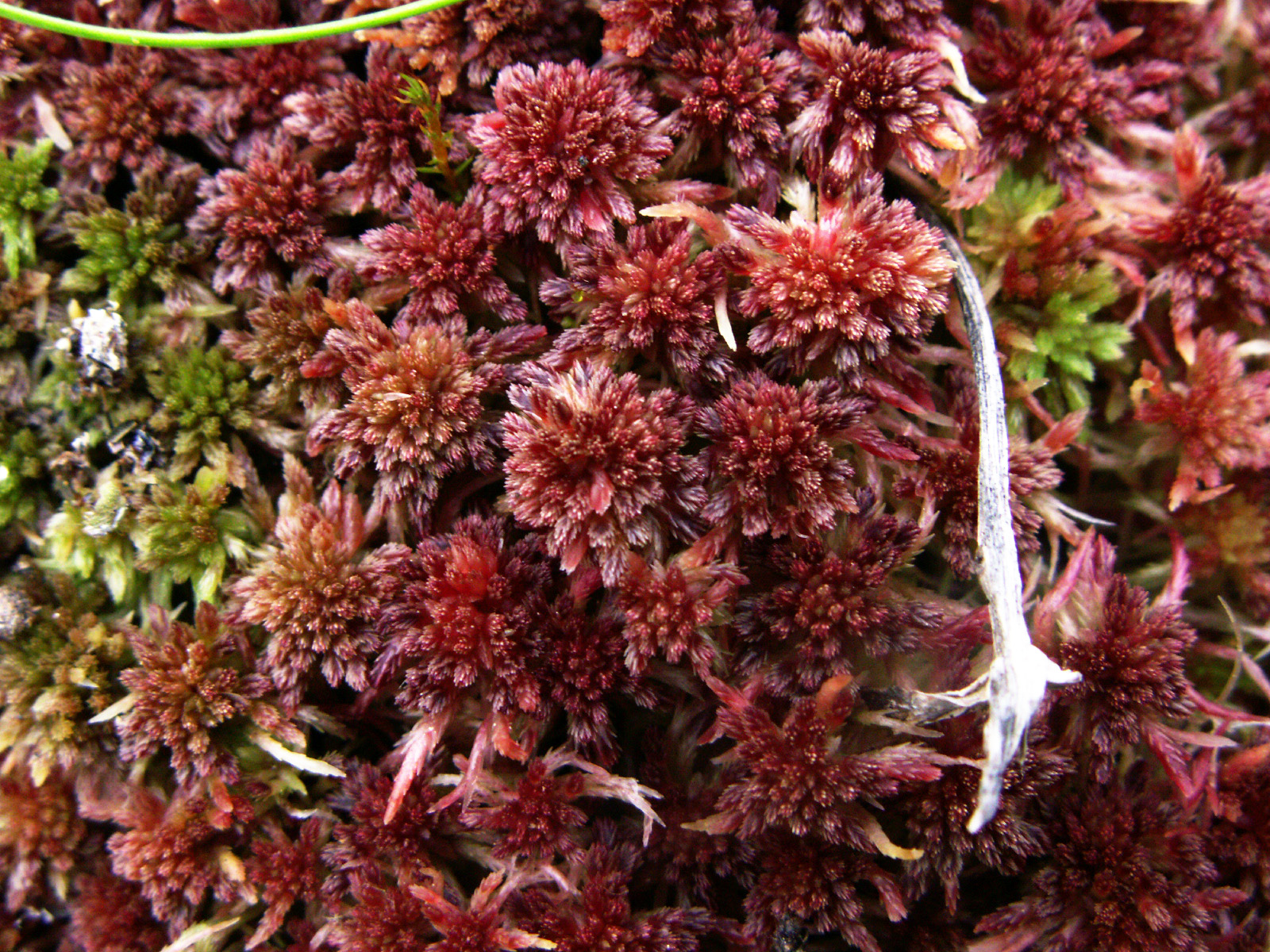
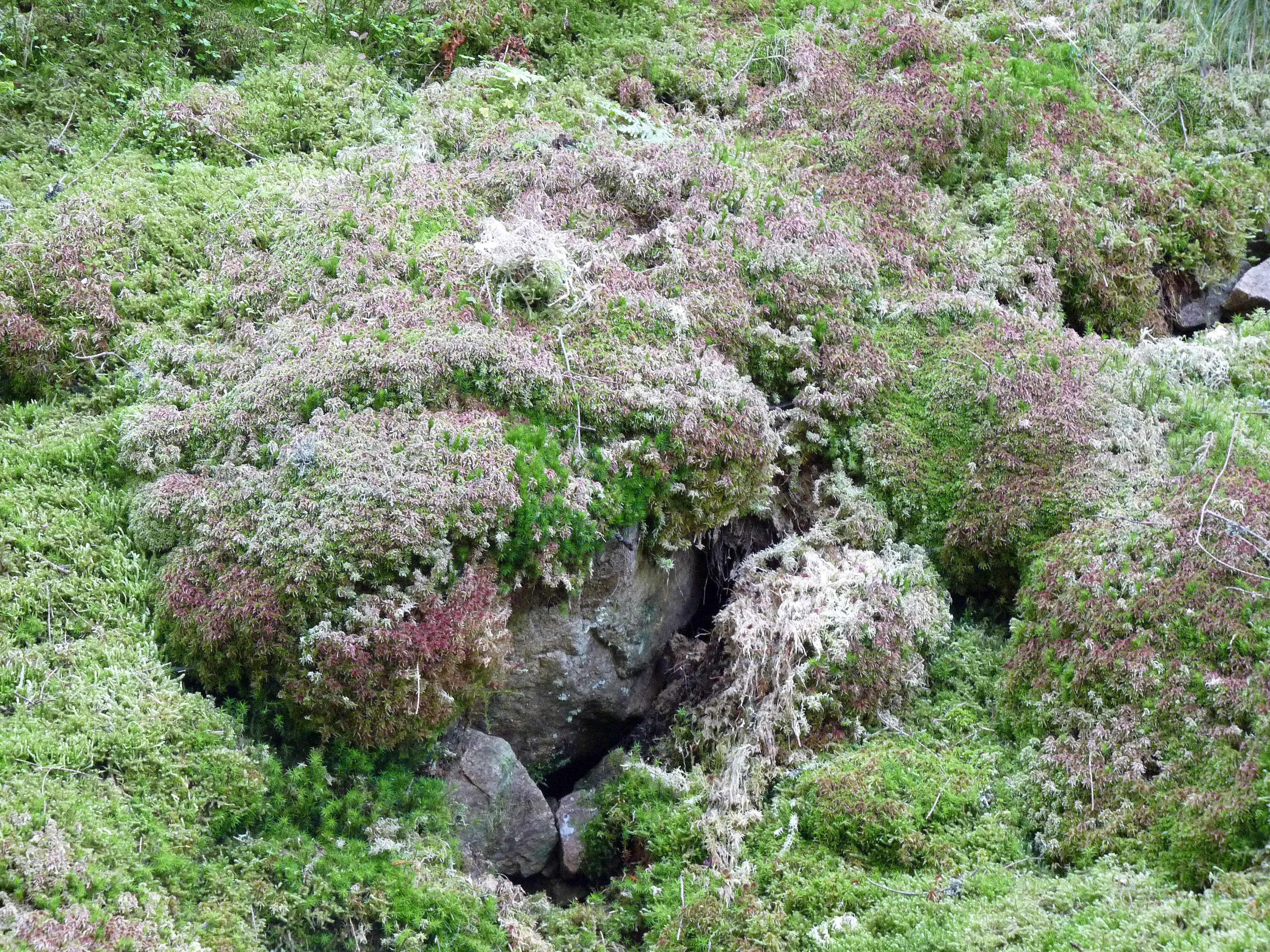
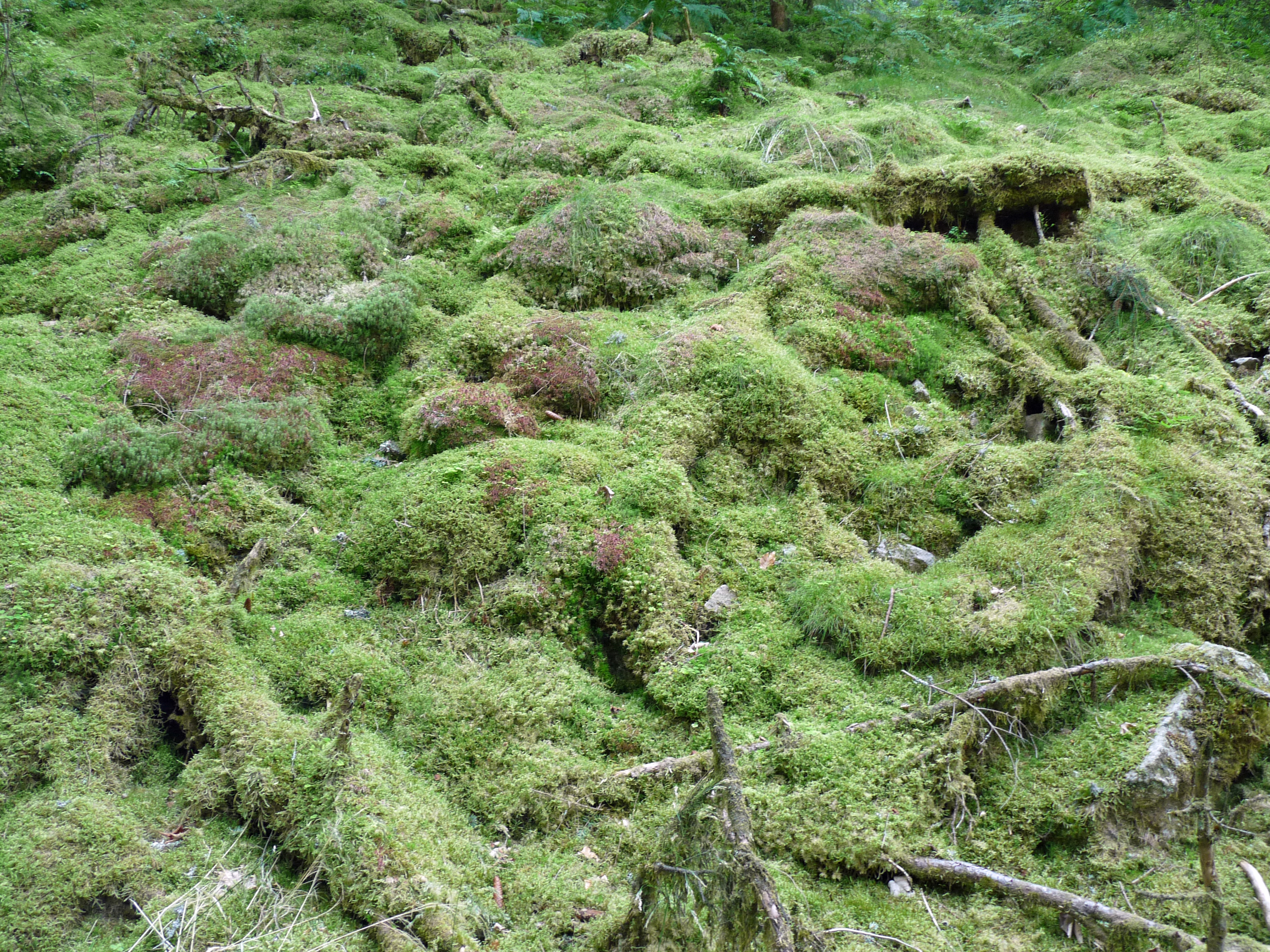